# Монилиоз

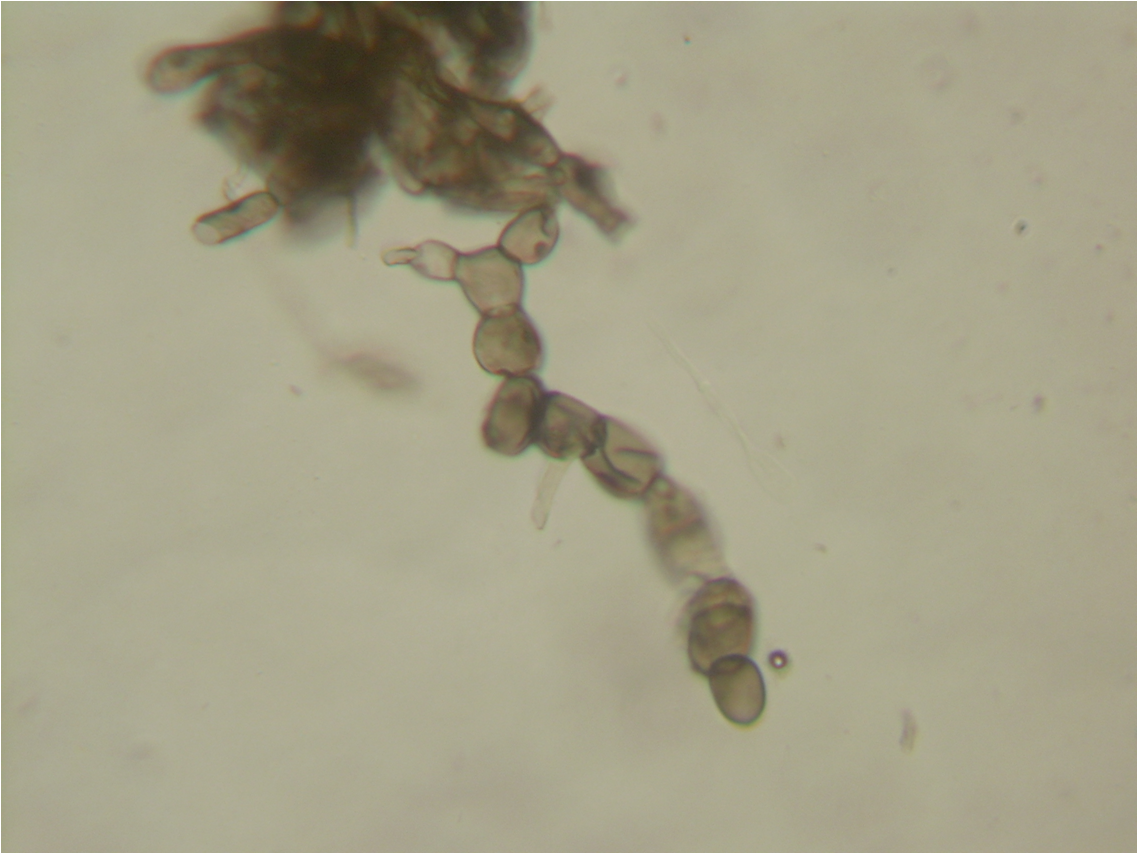
Споры монилии

Монилио́з (плодовая гниль), монилиальный ожог — грибковое заболевание растений, вызываемое аскомицетом Monilinia. Широко распространено в умеренном климате, особенно в районах с холодной влажной весной, поражает преимущественно косточковые и семечковые культуры.
Основные виды возбудителя — Monilinia cinerea, сильно поражающий косточковые культуры; Monilinia fructigena, распространённый на семечковых культурах (яблоне и груше) и наносящий сравнительно малый ущерб; Monilinia cydonia, поражающий айву.

## Развитие и симптомы поражения монилиозом

### У яблони

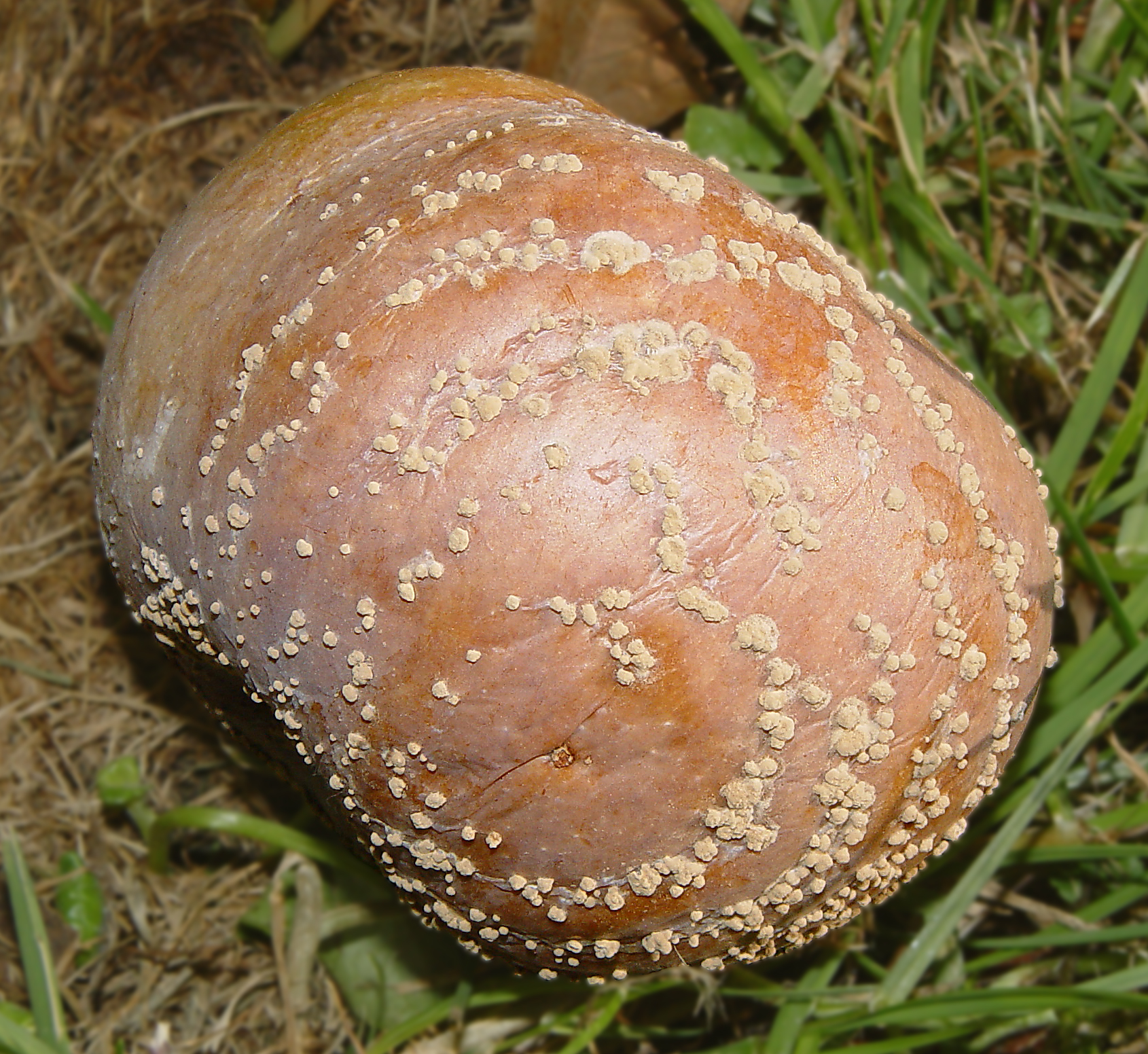
Плод яблони, поражённый монилиозом

Растения заражаются монилиозом преимущественно через повреждения в коре. Поражение растения происходит во время цветения. После инкубационного периода продолжительностью 10—11 дней поражённые листья и соцветия буреют, увядают и погибают. В тёплую, дождливую погоду на черешках, цветоножках и нижней стороне листьев может наблюдаться конидиальное спороношение гриба в виде мелких пустул белого цвета; при этом конидии (бесцветные, длиной 17—25 мкм и шириной 10—15 мкм, чаще овальной формы) собраны в разветвлённые цепочки. Конидии переносятся ветром или насекомыми (плодожорка, казарка и др.) на здоровые растения, вызывая на поверхности плодов бурые пятна, охватывающие затем всю поверхность плода. Поражается и мякоть — размягчается, буреет, приобретает характерный сладковатый со спиртовым привкус. По прошествии 8—10 дней с момента заражения на поверхности плода появляются небольшие желтоватые подушечки (спородохии). Поражённые плоды мумифицируются и опадают (либо остаются висеть на ветках в течение зимы); в поражённых плодах гриб зимует в виде мицелия или склероциями.
Оптимальная температура для развития гриба — 15 °C, наиболее благоприятная влажность — 95—100 %.
Конидии прорастают при температуре 15—20 °C.

## Распространение, хозяйственное значение и меры защиты

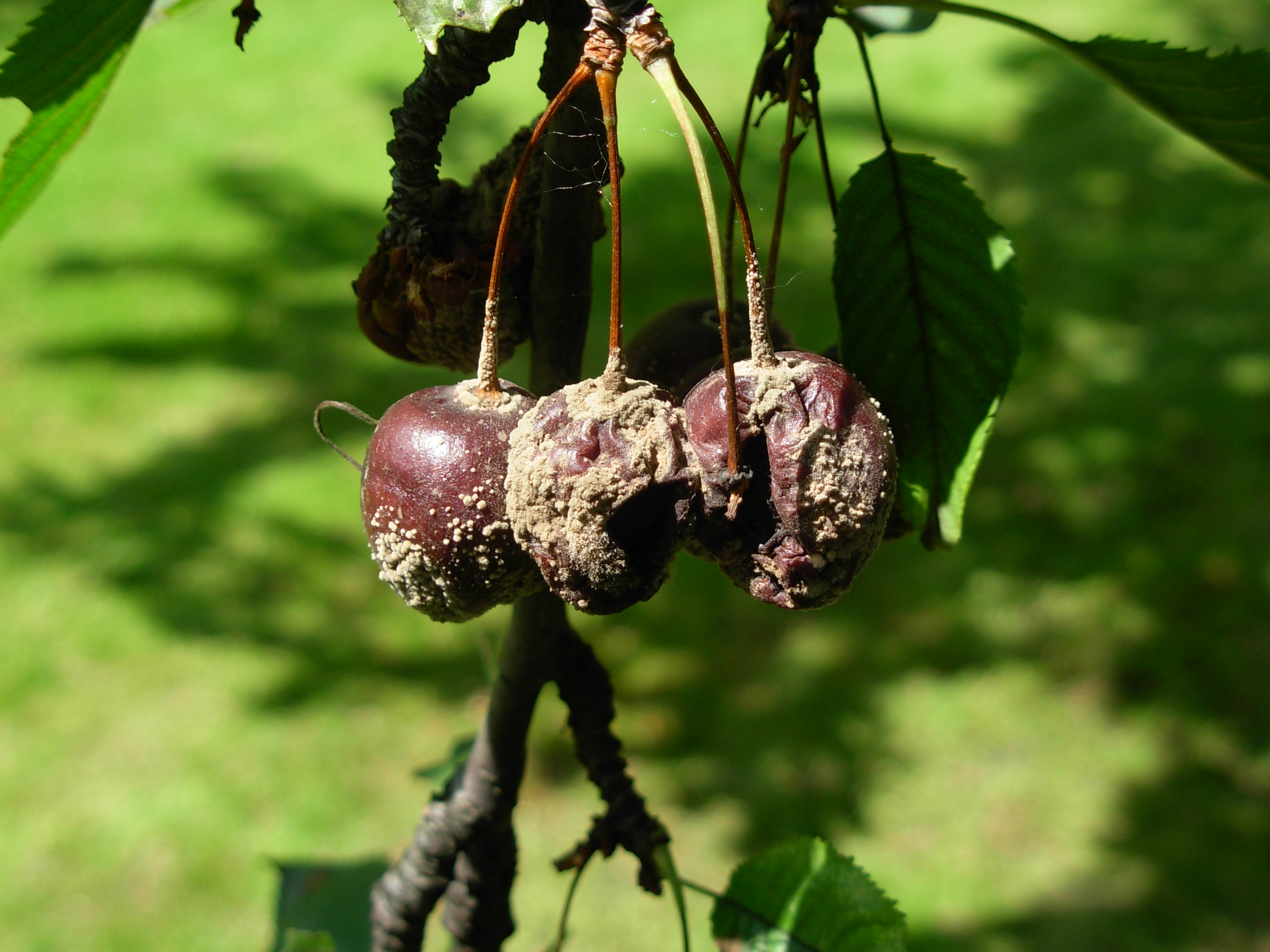
Поражение монилиозом вишни

В хозяйствах России монилиоз широко распространён, при этом наибольшая вредоносность (поражение деревьев до 100 %) отмечается на северо-западе, в центральных областях, в районах южного Урала, на Алтае, в Сибири, в западной части Северного Кавказа. Поражённые монилиозом плоды преждевременно загнивают, вследствие чего происходит резкое снижение урожайности. Эффективные меры борьбы — сбор и уничтожение поражённых плодов, уничтожение больных ветвей, проведение химических обработок (фунгицидами), использование устойчивых к заболеванию сортов, недопущение чрезмерного загущения крон, расположение садов на возвышенных и хорошо проветриваемых участках, разреженная посадка деревьев, перекопка почвы в приствольных кругах.
Для борьбы с монилиозом используются следующие фунгициды: каптан, ипродион, DMI (пропиконазол), QoI, скор, фундазол, хорус, делан, медея, терсел и препараты на основе сульфата меди.